# テュルクギュジュ・ミュンヘン
テュルクギュジュ・ミュンヘン（Türkgücü München e. V.）はドイツ・バイエルン州のミュンヘンにホームを置くサッカークラブである。

## 歴史
1975年、SVテュルク・ギュジュ・ミュンヘンとして設立、1988年から1992年、1994年から1996年まで、当時のチームは3部リーグのバイエルンリーガでプレーし、TSV1860ミュンヘンとの試合にダンテシュタディオンで最大12,000人の観客を集めた。
2001年、協会は破産を申請しなければならず解散、再びクラブを設立しアマチュアのランデスリーガ・バイエルン＝ズュートを参入。
2009年、SVテュルク・ギュジュ・ミュンヘンとSVアタシュポル・ミュンヘンと合併、SVテュルクギュジュ・アタシュポルとなった。
2013年、TSVボビンゲンとTSVグリュンヴァルトを勝利しランデスリーガ・バイエルン＝ズュートオストに昇格。
2017年1月13日、クラブを設立、ランデスリーガ・バイエルン＝ズュートオスト優勝しバイエルンリーガ南部に昇格。
2019年6月、SVテュルクギュジュ・アタシュポルからテュルクギュジュ・ミュンヘンを名称変更、バイエルンリーガ南部優勝しレギオナルリーガ・バイエルンに昇格。
2020年6月21日、BFVはクラブから2020/21シーズンの3.リーガの昇格チームとして正式に登録、その後続いたレギオナルリーガ・バイエルンのシーズンでは、テュルクギュジュ・ミュンヘンはランキングから外された。
2021年、DFBポカールに進出し3.リーガ13位。
2022年、DFBポカール初出場の1回戦で1.FCウニオン・ベルリンに敗退したが、シーズンの事後ライセンスの文脈で特定された財務上のギャップを補うために当初株主に約束した資金が結局流れなかったため、破産手続きの開始を申請しなければならなかった。破産と流動性のギャップによりクラブに11ポイントの減点を科し、26節を終えてすでに降格の危機に瀕していたチームは、26節を終えて最下位に後退し、降格圏外から11ポイント差をつけられ第31節終了後の2022年3月末をもって試合運営を停止せざるを得えず、すべてのランキングから削除されレギオナルリーガ・バイエルンを降格。

## タイトル

### 国内タイトル
- バイエルンリーガ南部：1回
  - 2018-19
- ランデスリーガ・バイエルン＝ズュートオスト：1回
  - 2017-18

### 国際タイトル
なし

## 過去の成績
| シーズン | ディビジョン         | ディビジョン | ディビジョン | ディビジョン | ディビジョン | ディビジョン | ディビジョン | ディビジョン | ディビジョン | DFBポカール |
| シーズン | リーグ               | 試           | 勝           | 分           | 敗           | 得           | 失           | 点           | 順位         | DFBポカール |
| -------- | -------------------- | ------------ | ------------ | ------------ | ------------ | ------------ | ------------ | ------------ | ------------ | ----------- |
| 2018-19  | バイエルンリーガ南部 | 32           | 21           | 5            | 6            | 59           | 30           | 68           | 1位          |             |
| 2019-20  | レギオナルリーガ     | 0            | 0            | 0            | 0            | 0            | 0            | 0            | -            |             |
| 2020-21  | ブンデスリーガ3部    | 38           | 12           | 11           | 15           | 45           | 55           | 47           | 13位         |             |
| 2021-22  | ブンデスリーガ3部    | 0            | 0            | 0            | 0            | 0            | 0            | 0            | 20位         | 1回戦敗退   |
| 2022-23  | レギオナルリーガ     | 38           | 14           | 8            | 16           | 48           | 51           | 50           | 14位         |             |
| 2023-24  | レギオナルリーガ     | 34           | 14           | 5            | 15           | 45           | 56           | 45           | 11位         |             |
| 2024-25  | レギオナルリーガ     | 34           |              |              |              |              |              |              |              |             |

## 歴代監督
- ベルント・ヴァイス 1999、2010-2012
- ヴェルナー・ロラント 2008
- マジッド・アガジェリ 2012-2014
- アルペル・カヤブナール 2014-2016、2017、2021、2022-
- ヴィトミール・モスコヴィッチ 2016
- カディル・アルカン 2016
- ライナー・エルフィンガー 2016-2017
- アンドレアス・パマー 2017-2019、2021
- ライナー・マウラー 2019-2020
- アレクサンダー・シュミット 2020-2021
- セルダル・ダヤット 2021
- ペトル・ルーマン 2021
- ピーター・ハイバラ 2021
- アンドレアス・ヘラフ 2021-2022

## 歴代所属選手

### GK
- フィリップ・ヤコフ・ヴィドヴィッチ 2013-2015

### DF
- エルハン・オナル 1983-1985
- デニズ・オメル・サリ 2012-2014、2014-2015
- カジム・アヌク 2011-2016

### MF
- アリ・アルスランボガ 1994-1995
- ブラク・オズチェリク 2011-2015、2016-2017
- アルペル・カヤブナール 2011-2015
- トルガ・セティンス 2012-2014
- ダミル・スリャノヴィッチ 2012-2013
- レヴァン・ノヴィ 2012-2013

### FW
- アブドゥルアジズ・ティアム 2012-2013
- ヤシン・デリン 2013-2014